# Unione e commistione
Unione e commistione sono modi di acquisto della proprietà, disciplinati dall'art. 939 del Codice civile italiano.

## Unione
Quando più cose appartenenti a diversi proprietari sono state unite o mescolate in guisa da formare un sol tutto, ma sono separabili senza notevole deterioramento, ciascuno conserva la proprietà della cosa sua e ha diritto di ottenerne la separazione. In caso diverso, la proprietà ne diventa comune in proporzione del valore delle cose spettanti a ciascuno.

## Commistione
Quando però una delle cose si può riguardare come principale o è di molto superiore per valore, ancorché serva all'altra di ornamento, il proprietario della cosa principale acquista la proprietà del tutto. Egli ha l'obbligo di pagare all'altro il valore della cosa che vi è unita o mescolata; ma se l'unione o la mescolanza è avvenuta senza il suo consenso ad opera del proprietario della cosa accessoria, egli non è obbligato a corrispondere che la somma minore tra l'aumento di valore apportato alla cosa principale e il valore della cosa accessoria. È inoltre dovuto il risarcimento dei danni in caso di colpa grave. 
(La commistione consiste nella mescolanza di più cose dalla quale deriva una res composita che impedisce il loro discernimento. Ne è ipotesi lo svuotamento in un silos di sacchi di grano di proprietari differenti.)